# Hříměždice
Hřiměždice (auparavant : Werměřice ; en allemand : Wermierzitz) est une commune du district de Příbram, dans la région de Bohême-Centrale, en République tchèque. Sa population s'élevait à 396 habitants en 2020.

## Géographie
Hřiměždice se trouve sur la rive gauche (ouest) de la Vltava, à 13 km au sud-est de Dobříš, à 19 km à l'est de Příbram et à 46 km au sud-sud-ouest de Prague.
La commune est limitée par Županovice au nord, par Dublovice à l'est, par Svatý Jan au sud, par Kamýk nad Vltavou et Obory au sud-ouest, et par Nečín à l'ouest et au nord.

## Histoire
La première mention écrite de la localité date de 1325.

## Administration
La commune se compose de trois quartiers :
- Háje
- Hřiměždice
- Vestec

## Transports
Par la route, Hřiměždice se trouve à 18 km de Dobříš, à 22 km de Příbram et à 58 km de Prague.